# 埃莱内·莱特
埃莱内·莱特·帕拉（西班牙語：Elene Lete Para；2002年5月7日—），西班牙女子职业足球运动员，司职守门员，目前效力于皇家社会足球俱乐部和西班牙国家女子足球队。她曾代表西班牙参加2024年夏季奥林匹克运动会女子足球比赛。